# Kiki Hendriks
Kiki Hendriks (Roosendaal, 18 september 2000) is een Nederlandse atlete, die gespecialiseerd is in de  100 m  sprint en het verspringen. 

## Loopbaan
Hendriks maakte op 13 juli 2023 haar debuut op de Wereldkampioenschappen Para Atletiek in Parijs. Hier behaalde ze een vierde plaats op de 100 m sprint. Sinds haar deelname aan de Paralympische Spelen van 2024 mag ze zich officieel een Paralympiër noemen. Ze kwam hier uit op het onderdeel verspringen en eindigde op een verdienstelijke vierde plaats. 

### Handicap
Tijdens een vakantie in de Ardennen liep de destijds 2-jarige Hendriks  Meningokokken Sepsis B op, ook wel hersenvliesontsteking genoemd. Ze werd opgenomen in het Wilhelmina Kinderziekenhuis in Utrecht.
Er werd gevreesd dat ze deze bacterie niet zou overleven. Hiervoor heeft ze drie weken in een kunstmatige coma gelegen.
Uiteindelijk heeft Hendriks het overleefd. Door de bacterie zijn haar linkeronderbeen, rechterhand en de vingers aan haar linkerhand afgestorven en geamputeerd.
Als gevolg van de opgelopen Meningokokken Sepsis B in 2003 waren de groeischijven in haar rechteronderbeen beschadigd waardoor het been krom groeide en dit in combinatie met een medische fout tijdens een operatie is er in 2018 besloten om ook haar rechteronderbeen te amputeren.

### Atletiek klasse
Hendriks komt uit in de klasse T62 (gecombineerde klasse met T43 en T64). Deze klasse is voor atleten met een beiderzijdse onderbeenamputatie of een vergelijkbare handicap aan beide onderbenen. De handicaps aan haar armen tellen niet mee in deze classificatie, omdat er geen aparte klasse is voor de combinatie arm- en beenamputatie.

### Atletiekcarrière
Al op jonge leeftijd is Hendriks lid van atletiekvereniging  THOR in Roosendaal. Hier trainde ze samen met andere leeftijdsgenoten. Wedstrijden liep ze toen nog niet. Vanwege medische problemen met haar rechteronderbeen moest ze toen stoppen met atletiek. Nadat haar rechterbeen in 2018 was geamputeerd heeft ze atletiek weer opgepakt. 
In 2021 is ze in contact gekomen met Guido Bonsen van Team Para Atletiek in Amsterdam. Ze mocht een keer bij hen meetrainen en dit beviel zo goed dat ze vaker mocht komen. Halverwege 2022 is Hendriks fulltime atleet geworden bij Team Para Atletiek en is ze naar Amsterdam verhuisd.
Hendriks maakte op 13 juli 2023 haar debuut voor Nederland op de Wereldkampioenschappen Para Atletiek in Parijs. Hier behaalde ze een vierde plaats op de 100 m sprint. Afgelopen WK (2024) in Kobe is ze als 4e geëindigd.
Na een succesvolle kwalificatie mocht Hendriks deelnemen aan de Paralympische Spelen 2024 te Parijs. Hier kwam ze uit op het onderdeel verspringen. Ze behaalde hier een vierde plaats met een afstand van 5,35 m. Ook kwalificeerde ze zich voor de 100m sprint, maar is helaas niet gestuurd vanwege het feit dat er maximaal drie deelnemers per land mogen uitkomen op een onderdeel. Hendriks stond daarom reserve op dit onderdeel. 
Op 26 juni 2024 staat ze 7e op de wereldranglijst van de 100 m sprint.
Op het onderdeel verspringen staat ze 3e.

## Opleiding
Naast haar sportcarrière volgt Hendriks momenteel nog de opleiding Orthopedische technologie in Eindhoven.

## Persoonlijke records
| Onderdeel   | Klasse | Prestatie | Datum        | Plaats     |
| ----------- | ------ | --------- | ------------ | ---------- |
| 100m Sprint | T62    | 12,96     | 07 mei 2023  | Leverkusen |
| Verspringen | T62    | 5,44 m    | 23 juni 2024 | Vught      |

## Palmares
100 m
- 2021:  ONK Para Atletiek te Eindhoven
- 2022:  Grand Prix te Parijs
- 2023: 4e plaats WK te Parijs
- 2023:  Diamond Leaque Final te Eugene
- 2024: 4e plaats WK te Kobe

200 m
- 2021:  ONK Para Atletiek te Eindhoven
- 2022:  ONK Para Atletiek te Eindhoven

Verspringen
- 2022: 7e plaats Grand prix te Parijs
- 2023:  ONK Para Atletiek te Eindhoven
- 2024:  ONK Para Atletiek te Vught
- 2024: 4e plaats Paralympische Spelen 2024 te Parijs